# Plücker-Matrix
Die Plücker-Matrix ist eine spezielle schiefsymmetrische {\displaystyle 4\times 4}-Matrix, die eine Gerade im projektiven Raum charakterisiert. Die Matrix ist durch die 6 Plücker-Koordinaten mit 4 Freiheitsgraden beschrieben. Benannt sind sie nach dem deutschen Mathematiker Julius Plücker.

## Definition
Eine Gerade im Raum ist definiert durch zwei verschiedene Punkte
{\displaystyle A=\left(A_{0},A_{1},A_{2},A_{3}\right)^{\top }\in \mathbb {R} {\mathcal {P}}^{3}}
und
{\displaystyle B=\left(B_{0},B_{1},B_{2},B_{3}\right)^{\top }\in \mathbb {R} {\mathcal {P}}^{3}}
in homogenen Koordinaten des projektiven Raums. Ihre Plücker-Matrix ist:
{\displaystyle [\mathbf {L} ]_{\times }\propto \mathbf {A} \mathbf {B} ^{\top }-\mathbf {B} \mathbf {A} ^{\top }=\left({\begin{array}{cccc}0&-L_{01}&-L_{02}&-L_{03}\\L_{01}&0&-L_{12}&-L_{13}\\L_{02}&L_{12}&0&-L_{23}\\L_{03}&L_{13}&L_{23}&0\end{array}}\right)}
Wobei die schiefsymmetrische {\displaystyle 4\times 4}-Matrix durch die 6 Plücker-Koordinaten
{\displaystyle \mathbf {L} \propto (L_{01},L_{02},L_{03},L_{12},L_{13},L_{23})^{\top }}
mit
{\displaystyle L_{ij}=A_{i}B_{j}-B_{i}A_{j}}
beschrieben ist. Die Plücker-Koordinaten erfüllen die Graßmann-Plücker-Relation
{\displaystyle L_{01}L_{23}-L_{02}L_{13}+L_{03}L_{12}=0}
und sind bis auf skalare Vielfache definiert. Jede Plücker-Matrix besitzt lediglich Rang 2 und vier Freiheitsgrade (wie jede Gerade in {\displaystyle \mathbb {R} ^{3}}). Sie ist unabhängig von der Wahl der Punkte A und B und ist außerdem eine Verallgemeinerung der Geradengleichung bzw. des Kreuzprodukts für sowohl den Schnitt zweier Geraden, als auch der Verbindungsgeraden durch zwei Punkte in der projektiven Ebene.

## Eigenschaften
Die Plücker-Matrix erlaubt es folgende geometrische Operationen im Matrix-Vektor-Produkt auszudrücken:
- Ebene enthält Gerade: {\displaystyle \mathbf {0} =[\mathbf {L} ]_{\times }\mathbf {E} }

- {\displaystyle \mathbf {X} =[\mathbf {L} ]_{\times }\mathbf {E} } ist der Schnittpunkt der Geraden {\displaystyle \mathbf {L} } mit der Ebene {\displaystyle \mathbf {E} } ('Meet')

- Punkt liegt auf Gerade: {\displaystyle \mathbf {0} =[{\tilde {\mathbf {L} }}]_{\times }\mathbf {X} }

- {\displaystyle \mathbf {E} =[{\tilde {\mathbf {L} }}]_{\times }\mathbf {X} } ist die gemeinsame Ebene {\displaystyle \mathbf {E} }, die den Punkt {\displaystyle \mathbf {X} } und die Gerade {\displaystyle \mathbf {L} } enthält ('Join').

- Richtung einer Geraden: {\displaystyle [\mathbf {L} ]_{\times }\pi ^{\infty }=[\mathbf {L} ]_{\times }(0,0,0,1)^{\top }=(-L_{03},-L_{13},-L_{23},0)^{\top }} (Anmerkung: Kann auch als Ebene durch den Koordinatenursprung, orthogonal zur Geraden interpretiert werden)

- Punkt der am dichtesten am Koordinatenursprung liegt:  {\displaystyle \mathbf {X} _{0}\cong [\mathbf {L} ]_{\times }[\mathbf {L} ]_{\times }\pi ^{\infty }.}

## Eindeutigkeit
Zwei beliebige unterschiedliche Punkte auf der Geraden lassen sich durch Linearkombination von {\displaystyle \mathbf {A} } und {\displaystyle \mathbf {B} } finden:
{\displaystyle \mathbf {A} ^{\prime }\propto \mathbf {A} \alpha +\mathbf {B} \beta {\text{ und }}\mathbf {B} ^{\prime }\propto \mathbf {A} \gamma +\mathbf {B} \delta }.
Ihre Plücker-Matrix ist dann:
{\displaystyle [\mathbf {L} ^{\prime }]_{\times }=\mathbf {A} ^{\prime }\mathbf {B} ^{\prime \top }-\mathbf {B} ^{\prime }\mathbf {A} ^{\prime \top }=(\mathbf {A} \alpha +\mathbf {B} \beta )(\mathbf {A} \gamma +\mathbf {B} \delta )^{\top }-(\mathbf {A} \gamma +\mathbf {B} \delta )(\mathbf {A} \alpha +\mathbf {B} \beta )^{\top }={\underset {\lambda }{\underbrace {(\alpha \delta -\beta \gamma )} }}[\mathbf {L} ]_{\times },}
also bis auf ein skalares Vielfaches identisch zu {\displaystyle [\mathbf {L} ]_{\times }}.

## Schnittpunkt mit Ebene

Der Schnittpunkt einer Geraden im Raum L mit einer Ebene E als Multiplikation mit der Plücker-Matrix

Es sei {\displaystyle \mathbf {E} =(E_{0},E_{1},E_{2},E_{3})^{\top }\in \mathbb {R} {\mathcal {P}}^{3}} eine Ebene mit der Gleichung
{\displaystyle E_{0}x+E_{1}y+E_{2}z+E_{3}=0.}
die die Gerade {\displaystyle \mathbf {L} } nicht enthält. Dann beschreibt das Matrix-Vektor-Produkt der Plückermatrix mit der Ebene einen Punkt
{\displaystyle \mathbf {X} =[\mathbf {L} ]_{\times }\mathbf {E} =\mathbf {A} {\underset {\alpha }{\underbrace {\mathbf {B} ^{\top }\mathbf {E} } }}-\mathbf {B} {\underset {\beta }{\underbrace {\mathbf {A} ^{\top }\mathbf {E} } }}=\mathbf {A} \alpha +\mathbf {B} \beta ,}
der auf der Geraden {\displaystyle \mathbf {L} } liegt, da er eine Linearkombination von {\displaystyle \mathbf {A} } und {\displaystyle \mathbf {B} } ist.
{\displaystyle \mathbf {X} } liegt auch auf der Ebene {\displaystyle \mathbf {E} }
{\displaystyle \mathbf {E} ^{\top }\mathbf {X} =\mathbf {E} ^{\top }[\mathbf {L} ]_{\times }\mathbf {E} ={\underset {\alpha }{\underbrace {\mathbf {E} ^{\top }\mathbf {A} } }}{\underset {\beta }{\underbrace {\mathbf {B} ^{\top }\mathbf {E} } }}-{\underset {\beta }{\underbrace {\mathbf {E} ^{\top }\mathbf {B} } }}{\underset {\alpha }{\underbrace {\mathbf {A} ^{\top }\mathbf {E} } }}=0,}
und muss daher der Schnittpunkt der Gerade und der Ebene sein.
Des Weiteren gilt, dass das Produkt der Plücker-Matrix mit einer Ebene genau dann den Nullvektor ergibt, wenn die Gerade {\displaystyle \mathbf {L} } in der Ebene enthalten ist:
{\displaystyle \alpha =\beta =0\iff \mathbf {E} } enthält {\displaystyle \mathbf {L} .}

## Duale Plücker-Matrix

Die gemeinsame Ebene G eines Punktes X mit einer Geraden im Raum L als Multiplikation mit der dualen Plücker-Matrix

Im realen projektiven Raum haben Punkte und Ebenen die gleiche Darstellung als homogene 4-Vektoren und die algebraische Beschreibung ihrer Beziehung (Punkt liegt auf Ebene) ist symmetrisch. Durch Vertauschen der Bedeutung von Punkten und Ebenen einer Aussage erhält man daher eine duale Aussage, die ebenfalls wahr ist.
Im Fall der Plücker-Matrix existiert die duale Darstellung einer Geraden im Raum als Schnitt zweier Ebenen
{\displaystyle E=\left(E_{0},E_{1},E_{2},E_{3}\right)^{\top }\in \mathbb {R} {\mathcal {P}}^{3}}
und
{\displaystyle F=\left(F_{0},F_{1},F_{2},F_{3}\right)^{\top }\in \mathbb {R} {\mathcal {P}}^{3}}
in homogenen Koordinaten des projektiven Raums. Ihre Plücker-Matrix ist:
{\displaystyle [{\tilde {\mathbf {L} }}]_{\times }=\mathbf {E} \mathbf {F} ^{\top }-\mathbf {F} \mathbf {E} ^{\top }}
und
{\displaystyle \mathbf {G} =[{\tilde {\mathbf {L} }}]_{\times }\mathbf {X} }
beschreibt eine Ebene {\displaystyle \mathbf {G} }, die sowohl den Punkt {\displaystyle \mathbf {X} } als auch die Gerade {\displaystyle \mathbf {L} } enthält.

## Beziehung zwischen primalen und dualen Plücker-Matrizen
Wenn also der Vektor {\displaystyle \mathbf {X} =[\mathbf {L} ]_{\times }\mathbf {E} } für eine beliebige Ebene {\displaystyle \mathbf {E} } entweder der Nullvektor ist, oder einen Punkt auf der Geraden darstellt, so muss gelten
{\displaystyle \forall \mathbf {E} \in \mathbb {R} {\mathcal {P}}^{3}:\,\mathbf {X} =[\mathbf {L} ]_{\times }\mathbf {E} {\text{ lies on }}\mathbf {L} \iff [{\tilde {\mathbf {L} }}]_{\times }\mathbf {X} =\mathbf {0} .}
Also:
{\displaystyle \left([{\tilde {\mathbf {L} }}]_{\times }[\mathbf {L} ]_{\times }\right)^{\top }=[\mathbf {L} ]_{\times }[{\tilde {\mathbf {L} }}]_{\times }=\mathbf {0} \in \mathbb {R} ^{4\times 4}.}
Folgendes Produkt erfüllt diese Eigenschaften:
{\displaystyle \left({\begin{array}{cccc}0&L_{23}&-L_{13}&L_{12}\\-L_{23}&0&L_{03}&-L_{02}\\L_{13}&-L_{03}&0&L_{01}\\-L_{12}&L_{02}&-L_{01}&0\end{array}}\right)\left({\begin{array}{cccc}0&-L_{01}&-L_{02}&-L_{03}\\L_{01}&0&-L_{12}&-L_{13}\\L_{02}&L_{12}&0&-L_{23}\\L_{03}&L_{13}&L_{23}&0\end{array}}\right)=\left(L_{01}L_{23}-L_{02}L_{13}+L_{03}L_{12}\right)\cdot \left({\begin{array}{cccc}1&0&0&0\\0&1&0&0\\0&0&1&0\\0&0&0&1\end{array}}\right)=\mathbf {0} ,}
aufgrund der Graßmann-Plücker-Relation. Mit der Eindeutigkeit der Plücker-Matrix bis auf skalare Vielfache ergeben sich für die primalen Plücker-Koordinaten
{\displaystyle \mathbf {L} =\left(L_{01},\,L_{02},\,L_{03},\,L_{12},\,L_{31},\,L_{23}\right)^{\top }}
folgende duale Koordinaten:
{\displaystyle {\tilde {\mathbf {L} }}=\left(L_{23},\,-L_{13},\,L_{12},\,L_{03},\,-L_{02},\,L_{01}\right)^{\top }.}

## Beispiel
Die der {\displaystyle x_{1}}-{\displaystyle x_{4}}-Ebene im {\displaystyle \mathbb {R} ^{4}} entsprechende projektive Gerade im {\displaystyle \mathbb {R} P^{3}} kann dargestellt werden durch
{\displaystyle {\begin{pmatrix}0\\0\\0\\1\end{pmatrix}}{\begin{pmatrix}1&0&0&0\end{pmatrix}}-{\begin{pmatrix}1\\0\\0\\0\end{pmatrix}}{\begin{pmatrix}0&0&0&1\end{pmatrix}}={\begin{pmatrix}0&0&0&-1\\0&0&0&0\\0&0&0&0\\1&0&0&0\end{pmatrix}}}

## In der projektiven Ebene
Der 'join’ zweier Punkte in der projektiven Ebene ist die Operation zwei Punkte durch eine Gerade zu verbinden. Die Geradengleichung kann man durch das Kreuzprodukt bestimmen:
{\displaystyle \mathbf {l} \propto \mathbf {a} \times \mathbf {b} =\left({\begin{array}{c}a_{1}b_{2}-b_{1}a_{2}\\b_{0}a_{2}-a_{0}b_{2}\\a_{0}b_{1}-a_{1}b_{0}\end{array}}\right)=\left({\begin{array}{c}l_{0}\\l_{1}\\l_{2}\end{array}}\right).}
Dual dazu kann man den 'meet’, also Schnittpunkt zweier Geraden durch das Kreuzprodukt ausdrücken:
{\displaystyle \mathbf {x} \propto \mathbf {l} \times \mathbf {m} }
Schreibt man nun das Kreuzprodukt als Multiplikation mit einer schiefsymmetrischen Matrix, wird der Zusammenhang zur Plückermatrix offensichtlich:
{\displaystyle [\mathbf {l} ]_{\times }=\mathbf {a} \mathbf {b} ^{\top }-\mathbf {b} \mathbf {a} ^{\top }=\left({\begin{array}{ccc}0&-l_{2}&l_{1}\\l_{2}&0&-l_{0}\\-l_{1}&l_{0}&0\end{array}}\right)}
und analog {\displaystyle [\mathbf {x} ]_{\times }=\mathbf {l} \mathbf {m} ^{\top }-\mathbf {m} \mathbf {l} ^{\top }}